# Мельники (Каневский район)
Ме́льники (укр. Мельники) — село в Каневском районе Черкасской области Украины.
Население по переписи 2001 года составляло 482 человека. Почтовый индекс — 19043. Телефонный код — 4736.

## Местный совет
19043, Черкасская обл., Каневский р-н, с. Мельники

## История
В XIX веке село Мельники было в составе Таганчской волости Каневского уезда Киевской губернии. В селе была Трехсвяцкая церковь.